# Lista de árbitros de finais da Copa Sul-Americana
Este artigo traz uma lista com todos os nomes de árbitros de futebol que apitaram as partidas finais das Copas Sul Americana

## Lista de Árbitros
| Ano  | Árbitro           | Estádio                                         | Local             | Partida                                 |
|      |                   |                                                 |                   |                                         |
| 2002 | Márcio Rezende    | Estádio Atanasio Girardot                       | Medellín          | Atlético Nacional 0 x 4 San Lorenzo     |
| 2002 | Epifanio González | Estádio Pedro Bidegain                          | Buenos Aires      | San Lorenzo 0 x 0 Atlético Nacional     |
| 2003 | Carlos Simon      | Estádio Monumental de Nuñez                     | Buenos Aires      | River Plate 3 x 3 Cienciano             |
| 2003 | Gustavo Méndez    | Estadio Universidad de San Agustín              | Arequipa          | Cienciano 1 x 0 River Plate             |
| 2004 | Carlos Simon      | Estádio Hernando Siles                          | La Paz            | Bolívar 1 x 0 Boca Juniors              |
| 2004 | Carlos Chandía    | Estádio La Bombonera                            | Buenos Aires      | Boca Juniors 2 x 0 Bolívar              |
| 2005 | Jorge Larrionda   | Estádio Olímpico Universitário                  | Cidade do México  | Pumas UNAM 1 x 1 Boca Juniors           |
| 2005 | Carlos Amarilla   | Estádio La Bombonera                            | Buenos Aires      | Boca Juniors (4) 1 x 1 (3) Pumas UNAM   |
| 2006 | Roberto Silvera   | Estádio Hidalgo                                 | Pachuca           | Pachuca 1 x 1 Colo Colo                 |
| 2006 | Héctor Baldassi   | Estádio Monumental David Arellano               | Santiago          | Colo Colo 1 x 2 Pachuca                 |
| 2007 | Ricardo Grance    | Estádio Azteca                                  | Cidade do México  | América 2 x 3 Arsenal                   |
| 2007 | Héctor Baldassi   | Estádio Presidente Perón                        | Avellaneda        | Arsenal 1 x 2 América                   |
| 2008 | Carlos Amarilla   | Estádio Ciudad de La Plata                      | La Plata          | Estudiantes 0 x 1 Internacional         |
| 2008 | Jorge Larrionda   | Estádio Beira Rio                               | Porto Alegre      | Internacional 1 x 1 Estudiantes         |
| 2009 | Roberto Silvera   | Estádio Casablanca                              | Quito             | LDU Quito 5 x 1 Fluminense              |
| 2009 | Carlos Amarilla   | Estádio do Maracanã                             | Rio de Janeiro    | Fluminense 3 x 0 LDU Quito              |
| 2010 | Carlos Torres     | Estádio Serra Dourada                           | Goiânia           | Goiás 2 x 0 Independiente               |
| 2010 | Óscar Ruiz        | Estádio Libertadores da América                 | Avellaneda        | Independiente (5) 3 x 1 (3) Goiás       |
| 2011 | Diego Abal        | Estádio Casablanca                              | Quito             | LDU Quito 0 x 4 Universidad de Chile    |
| 2011 | Wilson Seneme     | Estádio Nacional de Chile                       | Santiago          | Universidad de Chile 3 x 0 LDU Quito    |
| 2012 | Antonio Arias     | Estádio La Bombonera                            | Buenos Aires      | Tigre 0 x 2 São Paulo                   |
| 2012 | Enrique Osses     | Estádio do Morumbi                              | São Paulo         | São Paulo 2 x 0 Tigre                   |
| 2013 | Roberto Silvera   | Estádio do Pacaembu                             | São Paulo         | Ponte Preta 1 x 1 Lanús                 |
| 2013 | Enrique Osses     | Estádio Ciudad de Lanús                         | Lanús             | Lanús 2 x 0 Ponte Preta                 |
| 2014 | Ricardo Marques   | Estádio Atanasio Girardot                       | Medellín          | Atlético Nacional 1 x 1 River Plate     |
| 2014 | Darío Ubriaco     | Estádio Monumental de Nuñez                     | Buenos Aires      | River Plate 2 x 0 Atlético Nacional     |
| 2015 | Antonio Arias     | Estádio Tomás Adolfo Ducó                       | Buenos Aires      | Huracán 0 x 0 Santa Fé                  |
| 2015 | Héber Lopes       | Estádio El Campín                               | Bogotá            | Santa Fé (3) 0 x 0 (1) Huracán          |
| 2016 | Voo LaMia 2933    | Estádio Atanasio Girardot Estádio Couto Pereira | Medellín Curitiba | Jogo Cancelado                          |
| 2017 | Mario Vivar       | Estádio Libertadores da América                 | Avellaneda        | Independiente 2 x 1 Flamengo            |
| 2017 | Wilmar Roldán     | Estádio do Maracanã                             | Rio de Janeiro    | Flamengo 1 x 1 Independiente            |
| 2018 | Diego Haro        | Estádio Roberto Meléndez                        | Barranquilla      | Junior 1 x 1 Atlético/PR                |
| 2018 | Roberto Tobar     | Arena da Baixada                                | Curitiba          | Atlético/PR (4) 1 x 1 (3) Junior        |
| 2019 | Raphael Claus     | Estádio General Pablo Rojas                     | Assunção          | Independiente Del Valle 3 x 1 Colón     |
| 2020 | Jesús Valenzuela  | Estádio Mario Alberto Kempes                    | Córdova           | Lanús 0 x 3 Defensa y Justicia          |
| 2021 | Andrés Matonte    | Estádio Centenário                              | Montevidéu        | Atlético/PR 1 x 0 Red Bull Bragantino   |
| 2022 | Wilmar Roldán     | Estádio Mario Alberto Kempes                    | Córdova           | São Paulo 0 x 2 Independiente Del Valle |
| 2023 | Jesús Valenzuela  | Estádio Domingo Burgueño                        | Maldonado         | Fortaleza (3) 1 x 1 (4) LDU Quito       |
| 2024 | Esteban Ostojich  | Estádio General Pablo Rojas                     | Assunção          | Racing 3 x 1 Cruzeiro                   |

### Estatísticas
Por país:
| País      | Finais |
| Paraguai  | 9      |
| Uruguai   | 9      |
| Brasil    | 7      |
| Chile     | 4      |
| Colômbia  | 4      |
| Venezuela | 2      |
| Argentina | 1      |
| Peru      | 1      |

Por árbitro:
Mais Finais Apitadas:
| -  | Árbitro                                                                              | Edições                                           | Partidas |
| 1º | Carlos Amarilla Roberto Silvera                                                      | 2005,2008,2009 2006,2009,2013                     | 3        |
| 3º | Carlos Simon Jorge Larrionda Óscar Ruiz Antonio Arias Enrique Osses Jesús Valenzuela | 2003,2004 2005,2008 2007,2010 2012,2015 2012,2013 | 2        |